# Yekaterina Mtsituridze
Yekaterina Mtsituridze (Tbilisi, 10 de janeiro de 1972) é uma apresentadora de televisão, crítica de cinema, editora e jornalista russa.